# NGC 7552
NGC 7552 је спирална галаксија у сазвежђу Ждрал која се налази на NGC листи објеката дубоког неба.
Деклинација објекта је - 42° 35' 5" а ректасцензија 23h 16m 10,6s. Привидна величина (магнитуда) објекта NGC 7552 износи 10,6 а фотографска магнитуда 11,4. Налази се на удаљености од 19,5000 милиона парсека од Сунца. NGC 7552 је још познат и под ознакама IC 5294, ESO 291-12, MCG -7-47-28, IRAS 23134-4251, VV 440, Grus quartet, PGC 70884.